# Microkayla pinguis
Microkayla pinguis é uma espécie de anfíbio  da família Strabomantidae e é endémica de Bolívia. Os seus habitats naturais são: regiões subtropicais ou tropicais húmidas de alta altitude. Está ameaçada por perda de habitat.